# Elke Krasny
Elke Krasny (* 1965) ist eine österreichische Kuratorin, Stadtforscherin, Kulturtheoretikerin und Kunstpädagogin.

## Leben
Krasny lebt in Wien und unterrichtet an der Akademie der bildenden Künste Wien in den Bereichen Kunst- und Kulturpädagogik, Didaktik des Visuellen, Didaktik Architektur, Raum und Umwelt sowie Kunst und Öffentlichkeit.
Sie hatte 2006 eine Gastprofessur der Ernst-Georg-Heinemann-Stiftung an der Universität Bremen zum Thema Wege in die Stadt. Urbane Narrative und ihre Transformationsprozesse und war 2008 Lehrbeauftragte an der Universität Salzburg zum Thema Stadt Raum Gender – Die Produktion urbaner Narrative. Kritische Reflexion als Intervention.
Zusammen mit Cynthia Schwertsik gründete sie die Gruppe Plan B. Zu ihren gemeinsamen Projekten gehört die Ton-Dia-Installation Last Name, das die männliche Dominanz im Sprachraum der Stadt thematisiert. Sie schreibt regelmäßig in der Zeitschrift architektur aktuell, in der Tageszeitung Die Presse (Spectrum) sowie in der Zeitschrift für Stadtforschung dérive zu den Themen Stadt, Stadtbild und bildende Kunst. 2008 erschien von ihr die mit Irene Nierhaus herausgegebene Publikation Urbanografien.

## Ausstellungen
- ANNENVIERTEL, Die Kunst des urbanen Handelns,  KuratorInnen: Anton Lederer, Margarethe Makovec, Elke Krasny < rotor > Verein für zeitgenössische Kunst, Graz, Österreich, 2009 bis 2011
- unORtung VI im ehemaligen Kartographischen Institut, Kuratiert von: Veronika Barnas und Elke Krasny, Krotenthallergasse 3, 1080 Wien, 19. bis 21. November 2010,
- DIE GROSSEN FERIEN – Eine Mitmachausstellung des ZOOM Kindermuseum Wien, 24. März bis 28. August 2011,
- RAUMFINDEN – WERKZEUGE DES ENTWERFENS. 17 POSITIONEN AUS KANADA UND ÖSTERREICH. HDA Graz, 9. April bis 22. Mai 2011,
- THINKING OUT LOUD. THE MAKING OF ARCHITECTURE,  Dalhousie Faculty of Architecture and Planning, Halifax, Nova Scotia, Canada, 10. bis 28. Jänner 2011,
- 2 or 3 Things we’ve learned’ – Intersections of Art, Pedagogy and Protest, KuratorInnen: Eva Egermann und Elke Krasny, Galerie IG Bildende Kunst Wien, Österreich, 15. September bis 29. Oktober 2010
- THE WORLD IN A FEW STEPS | DIE WELT IN WENIGEN SCHRITTEN, < rotor > Verein für zeitgenössische Kunst, Graz, Österreich, 26. September – 20. November 2010
- PENSER TOUT HAUT / FAIRE L’ARCHITECTURE, Centre de design de l’UQAM, Montréal, Canada, 11. Februar bis 18. April 2010
- Stadt und Frauen. Eine andere Topographie von Wien, Wienbibliothek im Rathaus, 24. Oktober 2008 bis 26. Juni 2009 (Kuratorin)
- 16. Wiener Architekturkongress, Architektur beginnt im Kopf. The Making of Architecture, 22. November 2008
- Symposium: Kunst. Landschaft. Architektur. 2008 basis-wien.at
- Architektur beginnt im Kopf. The Making of Architecture. ArchitekturZentrum Wien, Wien / Österreich basis-wien.at (16. Oktober 2008 – 2. Februar 2009) (Kuratorin)
- Place-Making Politics in Contested Cities. Lectures and Roundtable. city transit Asia-Europe – Depot, Kunst und Diskussion, Wien (26. September 2008 – 26. September 2008)
- Ausstellung, Welt.Ausstellen. Schauplatz Wien 1873, Technisches Museum Wien. Zusammen mit Ulrike Felber.
- Geschichte der Architekturtheorie in Wien im 20. Jahrhundert, Wissenschaftsstipendium der Stadt Wien
- Displaying Gender. Virtuelle Ausstellung. 2003

## Werke
- Habig-Hut. Ready-Made, 2002.
- „Last Name“. Eine Stadt-Nah-Aufnahme. Zusammen mit Cynthia Schwertsik. Text-Dia-Installation. Wienstation am Lerchenfelder Gürtel, 2001.

## Publikationen
- mit Angela Heide (Hrsg.): Aufbruch in die Nähe. Wien Lerchenfelder Straße. Turia + Kant, Wien 2010. ISBN 978-3851325881
- Urbanografien. Stadtforschung in Kunst, Architektur und Theorie. 2008. ISBN 978-3-496-01394-5
- (Hrsg.): Architektur beginnt im Kopf. The Making of Architecture. Architekturzentrum Wien, Birkhäuser Verlag, 2008, ISBN 3-7643-8979-6
- (Hrsg.): The Force is in the Mind. The Making of Architecture. Architekturzentrum Wien, Birkhäuser, 2008, ISBN 3-7643-8980-X
- Stadt und Frauen. Eine andere Topographie von Wien. Metro Verlag, 2008, ISBN 3-902517-78-6
- Singularism/globalism: what does architecture want? In: Yova 2 Young Viennese Architects. Ed. Vienna City Administration, 2008
- Um schöne Bilder geht es nicht: von der Kunst des ‚urban curating’. In: Ula Schneider, Beatrix Zobl (Hrsg.): SOHO IN OTTAKRING „what’s up? Was ist hier los?“ Springer Wien New York
- Von Kaorle bis Calypso: im heterotopen Karlsgebiet. In: Am Puls der Stadt – Karlplatz, Ausstellungskatalog des Wien Museums, Wien 2008
- Architekturlandschaft Niederösterreich. Mostviertel, gem. mit Theresia Hauenfels. Pustet, Salzburg 2007, ISBN 3-7025-0552-0
- Welt Ausstellen: Schauplatz Wien 1873. Ausstellungskatalogkonzept Manuela Fellner-Feldhaus und Elke Krasny. Technisches Museum Wien, 2004, ISBN 3-902183-10-1
- Ulrike Felber, Elke Krasny, Christian Rapp: Smart Exports. Österreich auf den Weltausstellungen 1851–2000. C. Brandstätter, Wien 2000, ISBN 3-85498-068-X
- Der Schmetterling, Der Garten, die Insel und der Berg (The Butterfly, the Garden, the Island, and the Mountain). In: Hans Schabus: Das letzte Land. The Last Land. Wien 2005
- Warum ist das Licht so schnell hell? Eine Reise durch die Welt des Lichts. (Hrsg. Technisches Museum Wien) 2005. ISBN 3-85326-304-6 (Rezension buchkritik.at)
- Guide to… muSIEum. Zusammen mit Nike Glaser-Wieninger. Magistrat der Stadt Wien – Frauenbüro, MA 57, Wien 2003
- Das Labor europäischer Modernefantasien. In: Dérive – Zeitschrift für Stadtforschung, Nr. 33, derive.at
- Fischerstiege. Involvierung in einen Wiener Ort. Eine Projektanalyse. 27. Oktober 2006.
- Licht auf der geistigen Baustelle. In: architektur.aktuell, Wien. 3.2007
- Elke Krasny, Marcus Patka, Christian Rapp, Nadia Rapp-Wimberger (Hrsg.): Von Samoa zum Isonzo. Die Fotografin und Reisejournalistin Alice Schalek. Im Auftrag des Jüdischen Museums Wien, Mandelbaum Verlag, 1999, ISBN 3-85476-030-2
- Wolfgang Kos, Elke Krasny: Schreibtisch mit Aussicht. Österreichische Schriftsteller auf Sommerfrische. Ueberreuter, Wien 1995, ISBN 3-8000-3545-6

## Mitgliedschaften
Elke Krasny ist Mitglied bei der Association Internationale des Critiques d’Art (AICA), bei der Internationalen Vereinigung der KunstkritikerInnen in Österreich, bei der Österreichischen Gesellschaft für Architektur (ÖGFA) und beim Österreichischen Verband der KulturvermittlerInnen im Museums- und Ausstellungswesen.
Daneben ist sie auch Mitglied im transdisziplinären Netzwerk Emergence of Projects (EOP) von Helga Köcher, bei der American comparative literature association (ACLA) und bei der Association of Art Historians (AAH).

## Auszeichnungen
- 2006: Österreichischer Kinder- und Jugendbuchpreis in der Kategorie Sachbuch für Warum ist das Licht so schnell hell? Eine Reise durch die Welt des Lichts (Autorin)
- 2006: Kinder- und Jugendbuchpreis der Stadt Wien für das Sachbuch Warum ist das Licht so schnell hell? Eine Reise durch die Welt des Lichts[3]